# Вулканічне скло

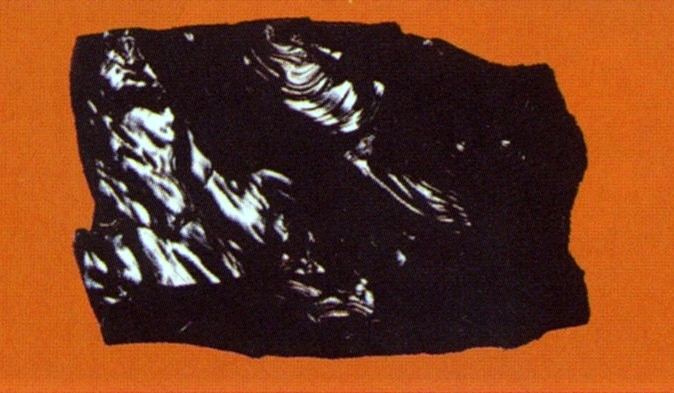
Обсидіан

Вулкані́чне скло (рос. вулканическое стекло, англ. volcanic glass; нім. Vulkanglas n) — склувата аморфна вулканічна гірська порода або її частина, що утворюється при швидкому (без кристалізації) застиганні лави. 

## Загальний опис. Різновиди.
Пористе вулканічне скло називають пемзою. Вулканічне скло — переохолоджена рідина надзвичайно великої в'язкості. При застиганні дуже в'язких різновидів кислої ріолітової лави, що містить велику к-ть SiO2, утворюється обсидіан. Рідше у вигляді скла застигають відносно бідні на SiO2 базальтові лави, даючи темне непрозоре базальтове вулканічне скло — тахіліт. При застиганні лави у воді утворюється вулканічне скло з великим вмістом води (пехштейн, смоляний камінь). Пористе вулканічне скло відоме під назв. вулканічна пемза. У промисловості застосовується перліт — вулканічне скло, що містить до 3—5 % конституційної (зв'язаної) води.